# 2-idrossibifenile 3-monoossigenasi
La 2-idrossibifenile 3-monoossigenasi è un enzima appartenente alla classe delle ossidoreduttasi, che catalizza la seguente reazione:
2-idrossibifenile + NADH + H+ + O2 ⇄ 2,3-diidrossibifenile + NAD+ + H2O
L'enzima converte anche il 2,2′-diidrossibifenile in 2,2′,3-triidrossi-bifenile.